# Bước đến ôm em
Bước đến ôm em (tiếng Anh: Come and Hug Me; Hangul: 이리와 안아줘; Romaja: Iriwa Anajwo) là một bộ phim truyền hình Hàn Quốc với sự góp mặt của ba diễn viên chính: Jang Ki-yong, Jin Ki-joo, Heo Joon-ho. Bộ phim bắt đầu lên sóng từ ngày 16 tháng 5 năm 2018 trên kênh MBC vào mỗi tối thứ Tư, thứ Năm hàng tuần lúc 22:00 (KST) với độ dài 32 tập (mỗi tập có độ dài 35 phút).

## Nội dung chính
Năm 16 tuổi Yoon Na Moo và Gil Nak Won là mối tình đầu của nhau. Sau một biến cố kinh hoàng, họ phải chia xa nhưng định mệnh một lần nữa sắp đặt hai người gặp lại sau khoảng thời gian dài.
Trong quá khứ khi cả hai vẫn còn là học sinh trung học, Yoon Na Moo - một cậu bé trầm tĩnh và bí ẩn có người cha là kẻ tâm thần giết người hàng loạt. Cậu gặp cô bé tinh khiết và tươi sáng Gil Nak Won - con gái của một nữ diễn viên nổi tiếng và nhanh chóng đem lòng yêu thương cô ngay từ lần gặp đầu tiên. Hai đứa trẻ như hai cực nam châm hút lấy nhau. Cho đến khi cha của Na Moo là Yoon Hee Jae sát hại cha mẹ của Nak Won thì tình yêu ngắn ngủi của họ buộc phải kết thúc.
Nhiều năm sau, Gil Nak Won (đã đổi tên thành Han Jae Yi) trở thành một nữ diễn viên đầy triển vọng như mẹ cô trước đây, cô có cái nhìn tích cực về cuộc sống nhưng vẫn còn ám ảnh bởi quá khứ đẫm máu. Còn Yoon Na Moo sống dưới danh phận cảnh sát Chae Do Jin với mong muốn chuộc lại lỗi lầm của cha mình. Một lần nữa họ gặp lại nhau. Hai người vẫn còn tình cảm và nhớ những kỷ niệm đẹp đã từng có trong quá khứ. Nhưng giữa tình yêu của con trai hung thủ và con gái nạn nhân là những tội lỗi, ân hận, đau thương đan xen lẫn lộn và bị toàn xã hội chỉ trích. Đối mặt với muôn vàn khó khăn, liệu họ có thể vượt qua để tiếp tục ở bên nhau?

## Dàn diễn viên

### Diễn viên chính
- Jang Ki-yong vai Chae Do Jin /  Yoon Na Moo
  - Nam Da-reum vai Chae Do Jin / Yoon Na Moo lúc nhỏ

Một cảnh sát tân binh tốt nghiệp Đại học Cảnh sát. Anh ấy vui vẻ và lạc quan nhưng chưa bao giờ quên tình yêu đầu của mình, Jae Yi.
- Jin Ki-joo vai Han Jae Yi / Gil Nak Won
  - Ryu Han-bi vai Han Jae Yi / Gil Nak Won lúc nhỏ

Một cô gái bị sang chấn tâm lý sau khi chứng kiến cha mẹ bị sát hại, mơ ước trở thành một nữ diễn viên như mẹ của cô, và mặc dù phải chịu đựng nhiều tổn thương, cô vẫn cố gắng vượt qua để sống thật tốt.
- Heo Joon-ho vai Yoon Hee Jae[4]

Cha của Chae Do Jin. Một kẻ giết người hàng loạt và có tư tưởng méo mó về cách nuôi dạy các con của ông ta.

### Diễn viên phụ
- Yoon Jong-hoon vai Gil Moo Won / Lim Tae Kyung
  - Jung Yoo-ahn vai Gil Moo Won / Lim Tae Kyung lúc nhỏ

Được cha mẹ của Han Jae Yi nhận nuôi, là anh trai của Jae Yi.
- Kim Kyung-nam vai Yoon Hyun Moo[5]
  - Kim Sang-woo vai Yoon Hyun Moo lúc nhỏ

Anh trai của Chae Do Jin, có tính cách bạo lực.
- Kwon Hyuk-soo vai Kim Jong Hyun[6]

Bạn thân và cũng là đồng nghiệp của Chae Do Jin.
- Seo Jeong-yeon vai Chae Ok Hee

Người vợ thứ tư của Yoon Hee Jae, mẹ kế của Chae Do Jin.
- Choi Ri vai Chae So Jin
  - Lee Yae-won vai Chae So Jin lúc nhỏ

Con riêng của Chae Ok Hee, em gái của Chae Do Jin.
- Lee Da-in vai Lee Yeon Ji[7]
- Jung In-gi vai Go Yi Seok
- Min Sung-wook vai Kang Nam Gil
- Yoon Ji-hye vai Han Ji Ho
- Park Soo-young vai Pyo Taek
- Jung Da-hye vai Cheon Se Kyung
- Park Kyung-choo vai Gil Sung Sik

Cha của Han Jae Yi
- Park Joo-mi vai Ji Hye Won

Mẹ của Han Jae Yi
- Kim Seo-hyung vai Park Hee Young
- Hong Seung-bum vai Lee Seung Woo / Yeom Ji Hong
- Bae Hae-seon vai Jeon Yoo Ra
- Chae Jong-hyeop vai Jung Eui-ah

### Khách mời
- Song Young-kyu vai Giáo sư (tập 01).
- Jang Gwang (tập 01).
- Joo Woo-jae (tập: 05, 06, 14, 24) vai Yoon Sang sunbae - đồng nghiệp của Han Jae Yi.

## Quá trình
- Ban đầu Nam Joo-hyuk và Bae Suzy được mời vào vai nam và nữ chính của bộ phim, nhưng cả hai đều từ chối.[8]
- Buổi đọc kịch bản được tổ chức vào nửa cuối tháng Ba và đầu tháng Tư tại đài phát thanh MBC ở Sangam, Hàn Quốc.[9]

## Nhạc phim

### OST Part 1
Được phát hành vào ngày 31 tháng 5 năm 2018
| STT              | Nhan đề                                            | Trình bày                | Thời lượng |
| ---------------- | -------------------------------------------------- | ------------------------ | ---------- |
| 1.               | "Crying Silently" (소리 없이 운다)                 | Yang Yo-seob (Highlight) | 03:40      |
| 2.               | "Crying Silently (Inst.)" (소리 없이 운다 (Inst.)) |                          | 03:40      |
| Tổng thời lượng: | Tổng thời lượng:                                   | Tổng thời lượng:         | 07:20      |

### OST Part 2
Được phát hành vào ngày 06 tháng 6 năm 2018
| STT              | Nhan đề                                         | Trình bày        | Thời lượng |
| ---------------- | ----------------------------------------------- | ---------------- | ---------- |
| 1.               | "Don't Disappear" (사라지지 마)                 | (Laboum)         | 04:21      |
| 2.               | "Don't Disappear (Inst.)" (사라지지 마 (Inst.)) |                  | 04:21      |
| Tổng thời lượng: | Tổng thời lượng:                                | Tổng thời lượng: | 08:42      |

### OST Part 3
Được phát hành vào ngày 20 tháng 6 năm 2018
| STT              | Nhan đề                                            | Trình bày        | Thời lượng |
| ---------------- | -------------------------------------------------- | ---------------- | ---------- |
| 1.               | "Times Without You" (너 없는 시간)                 | Na Yoon-kwon     | 03:55      |
| 2.               | "Times Without You (Inst.)" (너 없는 시간 (Inst.)) |                  | 03:55      |
| Tổng thời lượng: | Tổng thời lượng:                                   | Tổng thời lượng: | 07:50      |

### OST Part 4
Được phát hành vào ngày 28 tháng 6 năm 2018
| STT              | Nhan đề             | Trình bày        | Thời lượng |
| ---------------- | ------------------- | ---------------- | ---------- |
| 1.               | "Yesterday"         | Vincent          | 03:30      |
| 2.               | "Yesterday (Inst.)" |                  | 03:30      |
| Tổng thời lượng: | Tổng thời lượng:    | Tổng thời lượng: | 07:00      |

### OST Part 5
Được phát hành vào ngày 11 tháng 7 năm 2018
| STT              | Nhan đề                                              | Trình bày        | Thời lượng |
| ---------------- | ---------------------------------------------------- | ---------------- | ---------- |
| 1.               | "Desperately Wanted" (간절히 원하면)                 | Ahn Hyun-jeong   | 03:25      |
| 2.               | "Desperately Wanted (Inst.)" (간절히 원하면 (Inst.)) |                  | 03:25      |
| Tổng thời lượng: | Tổng thời lượng:                                     | Tổng thời lượng: | 06:50      |

### OST Part 6
Được phát hành vào ngày 18 tháng 7 năm 2018
| STT              | Nhan đề                 | Trình bày        | Thời lượng |
| ---------------- | ----------------------- | ---------------- | ---------- |
| 1.               | "I Promise You"         | Park Da-bin      | 03:45      |
| 2.               | "I Promise You (Inst.)" |                  | 03:45      |
| Tổng thời lượng: | Tổng thời lượng:        | Tổng thời lượng: | 07:30      |

### OST Part 7
Được phát hành vào ngày 24 tháng 7 năm 2018
| STT              | Nhan đề                                         | Trình bày        | Thời lượng |
| ---------------- | ----------------------------------------------- | ---------------- | ---------- |
| 1.               | "Tree's Paradise" (낙원의 나무)                 | Jang Ki-yong     | 04:10      |
| 2.               | "Tree's Paradise (Inst.)" (낙원의 나무 (Inst.)) |                  | 04:10      |
| Tổng thời lượng: | Tổng thời lượng:                                | Tổng thời lượng: | 08:20      |

## Tỷ suất người xem
- Trong bảng đánh giá dưới đây, màu xanh thể hiện cho đánh giá thấp nhất và màu đỏ thể hiện cho đánh giá cao nhất.
- NR biểu thị rằng bộ phim không lọt top 20 chương trình hàng ngày hàng đầu vào ngày đó.
- TNmS ngừng xuất bản bản tin của họ từ tháng 6 năm 2018.

| Tập        | Ngày phát sóng      | Tỷ suất người xem | Tỷ suất người xem | Tỷ suất người xem        | Tỷ suất người xem        |
| Tập        | Ngày phát sóng      | Tỷ suất theo TNmS | Tỷ suất theo TNmS | Tỷ suất theo AGB Nielsen | Tỷ suất theo AGB Nielsen |
| Tập        | Ngày phát sóng      | Toàn quốc         | Vùng thủ đô Seoul | Toàn quốc                | Vùng thủ đô Seoul        |
| ---------- | ------------------- | ----------------- | ----------------- | ------------------------ | ------------------------ |
| 1          | 16 tháng 5 năm 2018 | 4.0% (NR)         | 4.2%              | 3.1% (NR)                | 3.3% (NR)                |
| 2          | 16 tháng 5 năm 2018 | 4.9% (NR)         | 5.0%              | 3.9% (NR)                | 4.1% (NR)                |
| 3          | 17 tháng 5 năm 2018 | 4.2% (NR)         | 4.4%              | 3.8% (NR)                | 4.0% (NR)                |
| 4          | 17 tháng 5 năm 2018 | 5.0% (NR)         | 5.2%              | 4.4% (NR)                | 4.6% (NR)                |
| 5          | 23 tháng 5 năm 2018 | 4.8% (NR)         | 5.0%              | 4.2% (NR)                | 4.4% (NR)                |
| 6          | 23 tháng 5 năm 2018 | 5.2% (NR)         | 5.4%              | 4.7% (NR)                | 4.9% (NR)                |
| 7          | 24 tháng 5 năm 2018 | 5.3% (NR)         | 5.5%              | 4.6% (NR)                | 4.8% (NR)                |
| 8          | 24 tháng 5 năm 2018 | 6.3% (20th)       | 6.8%              | 5.4% (16th)              | 5.9% (13th)              |
| 9          | 30 tháng 5 năm 2018 | 5.9% (NR)         | 6.1%              | 4.3% (NR)                | 4.5% (NR)                |
| 10         | 30 tháng 5 năm 2018 | 6.5% (17th)       | 7.4%              | 5.1% (20th)              | 6.0% (12th)              |
| 11         | 31 tháng 5 năm 2018 | 5.7% (NR)         | 6.8%              | 5.3% (19th)              | 6.3% (14th)              |
| 12         | 31 tháng 5 năm 2018 | 6.2% (19th)       | 7.3%              | 5.9% (15th)              | 7.1% (10th)              |
| 13         | 06 tháng 6 năm 2018 | 4.7%              | 4.9%              | 4.3% (NR)                | 4.5% (NR)                |
| 14         | 06 tháng 6 năm 2018 | 4.9%              | 5.1%              | 4.5% (NR)                | 4.7% (NR)                |
| 15         | 14 tháng 6 năm 2018 | 7.4%              | 7.6%              | 3.4% (NR)                | 3.5% (NR)                |
| 16         | 14 tháng 6 năm 2018 | 7.9%              | 8.2%              | 3.8% (NR)                | 4.0% (NR)                |
| 17         | 21 tháng 6 năm 2018 | 5.0%              | 5.3%              | 3.7% (NR)                | 3.8% (NR)                |
| 18         | 21 tháng 6 năm 2018 | 5.8%              | 6.0%              | 4.9% (19th)              | 4.9% (20th)              |
| 19         | 28 tháng 6 năm 2018 | 3.0%              | 3.5%              | 2.6% (NR)                | 3.4% (NR)                |
| 20         | 28 tháng 6 năm 2018 | 4.9%              | 5.7%              | 5.2% (20th)              | 5.6% (18th)              |
| 21         | 04 tháng 7 năm 2018 | 3.9%              | 4.6%              | 3.8% (NR)                | 4.9% (NR)                |
| 22         | 04 tháng 7 năm 2018 | 5.6%              | 6.4%              | 5.2% (20th)              | 5.6% (18th)              |
| 23         | 5 tháng 7 năm 2018  | 4.5%              | 5.3%              | 4.1% (NR)                | 4.8% (NR)                |
| 24         | 5 tháng 7 năm 2018  | 5.7%              | 6.5%              | 5.3% (16th)              | 5.7% (12th)              |
| 25         | 11 tháng 7 năm 2018 | 4.1%              | 5.0%              | 3.7% (NR)                | 4.4% (NR)                |
| 26         | 11 tháng 7 năm 2018 | 5.2%              | 5.9%              | 4.7% (NR)                | 5.6% (NR)                |
| 27         | 12 tháng 7 năm 2018 | 5.9%              | 6.8%              | 4.3% (NR)                | 5.0% (NR)                |
| 28         | 12 tháng 7 năm 2018 | 6.9%              | 8.0%              | 5.8% (14th)              | 5.8% (13th)              |
| 29         | 18 tháng 7 năm 2018 | 4.8%              | 5.0%              | 4.2% (NR)                | 4.5% (NR)                |
| 30         | 18 tháng 7 năm 2018 | 6.0%              | 6.3%              | 5.4% (15th)              | 5.8% (14th)              |
| 31         | 19 tháng 7 năm 2018 | 5.3%              | 5.5%              | 5.1% (17th)              | 5.6% (16th)              |
| 32         | 19 tháng 7 năm 2018 | 6.6%              | 7.1%              | 5.9% (14th)              | 6.5% (9th)               |
| Trung bình | Trung bình          | 5.4%              | 5.9%              | 4.5%                     | 5.0%                     |

- Các tập 15 & 16 không phát sóng vào ngày 07 tháng 6 vì trận giao hữu bóng đá FIFA giữa Hàn Quốc và Bolivia.
- Các tập 17 & 18 không phát sóng vào ngày 13 tháng 6 do cuộc bầu cử địa phương của Hàn Quốc và World Cup 2018.
- Các tập 19 & 20 không phát sóng vào ngày 20 tháng 6 do trận đấu của World Cup 2018, đấu bảng B giữa Bồ Đào Nha và Ma-rốc.
- Các tập 23 & 24 không phát sóng vào ngày 27 tháng 6 do trận đấu World Cup 2018, đấu bảng F giữa Hàn Quốc và Đức.
- Tóm lại, các tập phát sóng của bộ phim đã bị hủy bỏ vào ngày 07 tháng 6, ngày 13 tháng 6, ngày 20 tháng 6 và ngày 27 tháng 6 do các trận đấu World Cup 2018 và cuộc bầu cử tại địa phương.
- Thời gian phát sóng các tập 19 & 20 vào ngày 28 tháng 6 bắt đầu lúc 21:30 thay vì 22:00 do trận đấu World Cup 2018, bảng H giữa Nhật Bản và Ba Lan.

## Giải thưởng và đề cử
| Năm  | Giải thưởng                  | Hạng mục                                                      | Đề cử                      | Kết quả   | Chú thích |
| ---- | ---------------------------- | ------------------------------------------------------------- | -------------------------- | --------- | --------- |
| 2018 | 6th APAN Star Awards         | Best Supporting Actor                                         | Heo Joon-ho                | Đề cử     | [ 12 ]    |
| 2018 | 6th APAN Star Awards         | Best Supporting Actress                                       | Seo Jeong-yeon             | Đề cử     | [ 12 ]    |
| 2018 | 2nd The Seoul Awards         | Best Supporting Actor                                         | Heo Joon-ho                | Đề cử     | [ 13 ]    |
| 2018 | 2nd The Seoul Awards         | Best New Actor                                                | Jang Ki-yong               | Đề cử     | [ 13 ]    |
| 2018 | 2nd The Seoul Awards         | Special Acting Award                                          | Heo Joon-ho                | Đoạt giải | [ 13 ]    |
| 2018 | MBC Drama Awards             | Drama of the year                                             | Come and Hug Me            | Đề cử     | [ 14 ]    |
| 2018 | MBC Drama Awards             | Top Excellence Award, Actor in a Wednesday-Thursday Miniserie | Heo Joon-ho                | Đề cử     | [ 14 ]    |
| 2018 | MBC Drama Awards             | Excellence Award, Actor in a Wednesday-Thursday Drama         | Jang Ki-yong               | Đoạt giải | [ 14 ]    |
| 2018 | MBC Drama Awards             | Excellence Award, Actress in a Wednesday-Thursday Drama       | Jin Ki-joo                 | Đề cử     | [ 14 ]    |
| 2018 | MBC Drama Awards             | Best Supporting Cast in Wednesday-Thursday Miniseries         | Kim Seo-hyung              | Đề cử     | [ 14 ]    |
| 2018 | MBC Drama Awards             | Best Supporting Cast in Wednesday-Thursday Miniseries         | Seo Jeong-yeon             | Đề cử     | [ 14 ]    |
| 2018 | MBC Drama Awards             | PD Award                                                      | Heo Joon-ho                | Đoạt giải | [ 14 ]    |
| 2018 | MBC Drama Awards             | Golden Acting Award                                           | Heo Joon-ho                | Đoạt giải | [ 14 ]    |
| 2018 | MBC Drama Awards             | Best New Actor                                                | Kim Kyung-nam              | Đoạt giải | [ 14 ]    |
| 2018 | MBC Drama Awards             | Best Young Actress                                            | Ryu Han-bi                 | Đoạt giải | [ 14 ]    |
| 2018 | MBC Drama Awards             | Best Couple Award                                             | Jang Ki-yong và Jin Ki-joo | Đoạt giải | [ 14 ]    |
| 2018 | 23rd Asian Television Awards | Best Drama Series                                             | Come and Hug Me            | Đề cử     | [ 15 ]    |